# 356P/WISE
356P/WISE è una cometa periodica appartenente alla famiglia delle comete gioviane; la cometa è stata scoperta il 17 febbraio 2010 ma già al momento dell'annuncio della scoperta erano state trovate immagini di prescoperta risalenti al 9 novembre 2009, la sua riscoperta il 30 luglio 2017 ha permesso di numerarla.